# 트위터 (기업)
트위터(영어: Twitter, Inc.)는 미국에 있었던 소셜 미디어 기업이었다. 캘리포니아주 샌프란시스코에 본사가 위치했다. 마이크로블로그 및 소셜 네트워크 서비스 트위터가 대표 서비스이다. 이전에는 단편영상 앱 바인과 스트리밍 서비스 페리스코프을 운영했다.
트위터는 2006년 3월 잭 도시, 노아 글래스, 비즈 스톤과 에번 윌리엄스가 창업했으며 그 해 7월부터 서비스를 개시했다.
2012년 기준으로 1억 명 이상의 사용자가 매일 3억 4천만 트윗을 행했으며 매일 16억 건의 검색수를 달성했다. 2013년 11월에 공개 회사로 전환했다. 2019년 기준으로 월간 활성 사용자수가 3억 3천만 명 이상이었다.
2022년 4월 25일, 스페이스X와 테슬라의 CEO 일론 머스크가 2023년에 440억 달러를 지불하는 인수거래에 동의했으며, 10월 27일에 최종적으로 인수에 합의했다. 2023년 4월, X 홀딩스가 해당 기업을 흡수해 X Corp.가 되면서 폐쇄됐다.

## 재무
| 연도 | 매출 (백만 US$) | 순이익 (백만 US$) | 자산총계 (백만 US$) | 종업원 수 (명) |
| ---- | --------------- | ----------------- | ------------------- | -------------- |
| 2010 | 28              | −67               | 0                   | 빈칸           |
| 2011 | 106             | −164              | 721                 | 빈칸           |
| 2012 | 317             | −79               | 832                 | 2,000          |
| 2013 | 665             | −645              | 3,366               | 2,712          |
| 2014 | 1,403           | −578              | 5,583               | 3,638          |
| 2015 | 2,218           | −521              | 6,442               | 3,898          |
| 2016 | 2,530           | −457              | 6,870               | 3,583          |
| 2017 | 2,443           | −108              | 7,412               | 3,372          |
| 2018 | 3,042           | 1,206             | 10,163              | 3,900          |
| 2019 | 3,459           | 1,466             | 12,703              | 4,900          |
| 2020 | 3,716           | −1,136            | 13,379              | 5,500+         |
| 2021 | 5,077           | −221              | 14,060              | 7,500+         |

### 참조주
1. ↑  Mehta, Chavi; Dang, Sheila; Ghosh, Sayantani (2022년 10월 31일). “Elon Musk, who runs four other companies, will now be Twitter CEO”. 《Reuters》.
2. ↑  Alex Heath and Mia Sato (2022년 11월 17일). “Hundreds of employees say no to being part of Elon Musk's 'extremely hardcore' Twitter”. 《The Verge》.
3. 1 2 3 4  “2013 Annual Report” (PDF).
4. ↑  “2014 Annual Report” (PDF).
5. ↑  “2015 Annual Report” (PDF).
6. ↑  “2016 Annual Report” (PDF).
7. ↑  “2017 Annual Report” (PDF). 2019년 4월 11일에 원본 문서 (PDF)에서 보존된 문서. 2021년 1월 12일에 확인함.
8. ↑  “2018 Annual Report” (PDF). 2021년 2월 24일에 원본 문서 (PDF)에서 보존된 문서. 2023년 1월 19일에 확인함.
9. ↑  “2019 Annual Report” (PDF). 2021년 3월 22일에 원본 문서 (PDF)에서 보존된 문서. 2023년 1월 19일에 확인함.
10. ↑  “2020 Annual Report” (PDF). 2021년 6월 24일에 원본 문서 (PDF)에서 보존된 문서. 2021년 6월 20일에 확인함.
11. ↑  “2021 Annual Report” (PDF). 2022년 4월 14일에 원본 문서 (PDF)에서 보존된 문서. 2022년 4월 20일에 확인함.